# Auditoría política
Se denomina auditoría política a la revisión sistemática de los procesos y actividades, orientadas ideológicamente, de toma de decisiones de un grupo para la consecución de unos objetivos, en beneficio de todos.
La auditoría política debe ser la que recopile, sistematice, compare y evalúe los compromisos de campaña adquiridos por quienes ocupan cargos de elección popular de carácter público: alcaldes, congresistas, presidentes regionales y el presidente de la República, contra las actividades realizadas en el cargo y los logros alcanzados en beneficio de la ciudadanía.
La auditoría política, más que nada de carácter público tiene como objetivo servir como instrumento de trabajo al personal técnico, a fin de unificar criterios y orientarlos en los diversos aspectos a revisar, para comprobar si la dependencia o entidad a evaluar cumple con los objetivos del bienestar social para los cuales fue creada.
La comprensión de la auditoría se refleja en conocer los procesos de evolución histórica de la auditoría, analizar los diferentes tipos de auditoría, comparar las diferentes auditorías, comprender el marco legal de la auditoría gubernamental, conocer los requisitos del auditor público así como estudiar los factores causales que inciden en la aplicación de la auditoría.
- Datos: Q5711475